# John Weisbrod
John Weisbrod (Syosset, New York, 1968. október 8. –) amerikai jégkorongozó, a National Basketball Association-ban játszó Orlando Magic kosárlabda csapatának general menedzsere (2001–2005), valamint több jégkorongcsapat GM-je.

## Pályafutása
Komolyabb karrierjét a Harvard Egyetemen kezdte 1987–1988-ban. Az egyetemi csapatban 1991-ig játszott. Közben az 1987-es NHL-drafton a Minnesota North Stars választotta ki a negyedik kör 73. helyén. Felnőtt karrierjét egy év szünet után 1992-ben kezdte az IHL-es Kansas City Bladesben de csak 16 mérkőzést játszott majd abba hagyta a jégkorongot sérülések miatt. Visszavonulása után az American Hockey League-ben játszó Albany River Rats GM-je lett 1997-ig. Ezután az International Hockey League-es Orlando Solar Bears GM-je lett, majd 2001 és 2005 között sportot váltott és az NBA-ben a szintén orlandói Orlando Magic GM-je lett. Mikor visszatért az NHL-be, Dallas Stars tehetségkutatója lett egy évre. Ezután a Boston Bruinsnál volt tehetségkutató és ezen a pozíción belül vezető. 2011-ben a Bruins megnyerte a Stanley-kupát és ő is kapott bajnoki gyűrűt. A győzelem után a Calgary Flamesnél volt helyettes GM 2014-ig. Jelenleg a Vancouver Canucks alelnöke.